# 스물넷
"스물넷"은 2002년에 개봉한 대한민국의 영화이다.

## 캐스팅
- 김현성 : 준이 역
- 변은정 : 은지 역
- 김민선 : 현지 역
- 방은진 : 미영 역
- 명계남 : 주인아저씨 역
- 이영란 : 엘렌 김 역
- 김경민 : 우섬 역
- 박재현 : 고참 역 이
- 이대연 : 미영 남편 역
- 민경진 : 월풀빨래방 주인 역
- 김민경 : 구청 여직원 역
- 정우혁 : 벤취남 역
- 김영재 : 웨이터 역